# Quebrada de los Cuervos

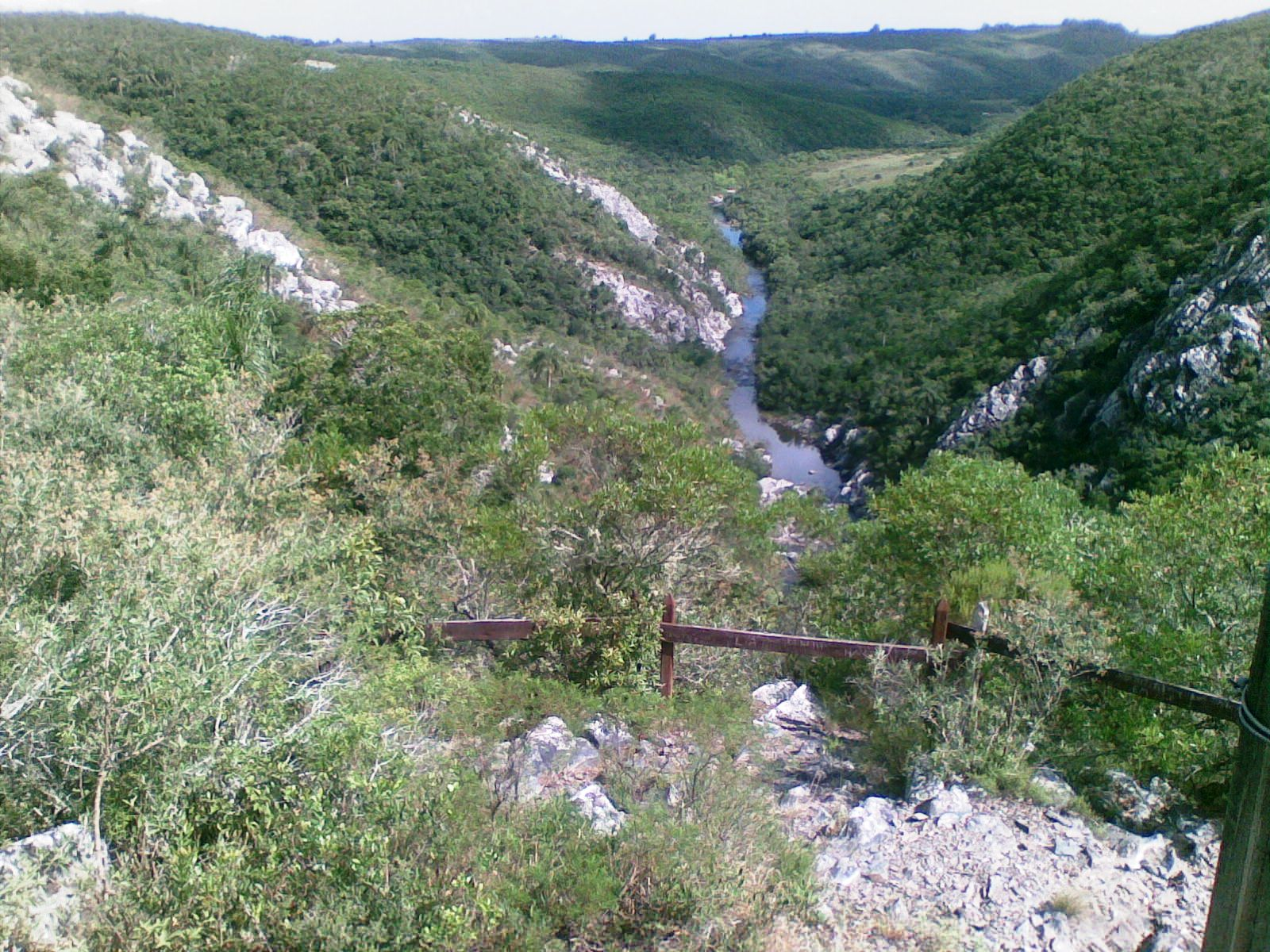
De Yerbal Chico in Quebrada de los Cuervos

De Quebrada de los Cuervos, Spaans voor 'Kraaienravijn', is een ravijn en natuurreservaat in het departement Treinta y Tres, in Uruguay. Door het rivierdal loopt de kreek de Yerbal Chico. Het gebied maakt onderdeel uit van het Sistema Nacional de Áreas Protegidas (SNAP); het 'Nationaal systeem van beschermde natuurgebieden'.
Het gebied is vernoemd naar de kraaiachtige gieren die hier in grote aantallen voorkomen: de roodkopgier (Cathartes aura), de kleine geelkopgier (C. burrovianus) en de zwarte gier (Coragyps atratus). BirdLife International bestempelde de Quebrada de los Cuervos als een Important Bird Area (IBA; 'Belangrijk vogelgebied'). Er komen diverse bedreigde vogelsoorten voor, zoals de zwart-witte monjita (Heteroxolmis dominicana), de rechtsnavelrietkruiper (Limnoctites rectirostris), het kaneeldikbekje (Sporophila cinnamomea), het zwartkeeldikbekje (S. ruficollis) en de saffraantroepiaal (Xanthopsar flavus).